# Pietro Antonio Garibaldi
Pietro Antonio Garibaldi (Genova, 18 febbraio 1797 – Parigi, 16 giugno 1853) è stato un arcivescovo cattolico e diplomatico italiano della Santa Sede.

## Biografia
Fu ordinato sacerdote il 18 settembre 1819. Il 27 aprile 1827 ricevette il dottorato dal Conservatorio Archivistico dell'Università della Sapienza. Nel 1827 accompagnò come revisore l'arcivescovo di Genova Luigi Lambruschini, dopo essere stato nominato nunzio apostolico a Parigi.
Quando Lambruschini rinunciò alla nunziatura per disaccordi con il regno di re Luigi Filippo, scrisse al cardinale segretario di Stato Giuseppe Albani in una lettera del 16 ottobre 1830 di affidare temporaneamente i compiti a Garibaldi. 
Dopo la partenza dei Lambruschini, Garibaldi fu nominato il 21 ottobre 1831 incaricato d'affari della Santa Sede a Parigi. Cinque anni dopo, il 29 giugno 1836, gli fu conferito il titolo di internunzio su sollecitazione di Luigi Filippo, e nello stesso tempo ricevette il titolo onorario di Prelato d'onore di Sua Santità. Dopo undici anni di servizio, fu sostituito il 14 gennaio 1843 dall'arcivescovo Raffaele Fornari e tornò a Roma.
Il 22 gennaio 1844, il papa lo nominò arcivescovo titolare Mira e venne consacrato il 4 febbraio dello stesso anno a Roma dal cardinale Lambruschini; co-consacratori furono il patriarca titolare di Costantinopoli Fabio Maria Asquini e l'arcivescovo Ludovico Tevoli. Antonio Garibaldi fu nominato nunzio apostolico a Napoli il 7 febbraio 1844, e poco dopo assistente al Soglio Pontificio. Sei anni dopo fu nuovamente nunzio a Parigi, dove morì nel 1853.

## Genealogia episcopale
La genealogia episcopale è:
- Cardinale Scipione Rebiba
- Cardinale Giulio Antonio Santori
- Cardinale Girolamo Bernerio, O.P.
- Arcivescovo Galeazzo Sanvitale
- Cardinale Ludovico Ludovisi
- Cardinale Luigi Caetani
- Cardinale Ulderico Carpegna
- Cardinale Paluzzo Paluzzi Altieri degli Albertoni
- Papa Benedetto XIII
- Papa Benedetto XIV
- Papa Clemente XIII
- Cardinale Marcantonio Colonna
- Cardinale Giacinto Sigismondo Gerdil, B.
- Cardinale Giulio Maria della Somaglia
- Cardinale Luigi Lambruschini, B.
- Arcivescovo Pietro Antonio Garibaldi